# 餅アイス

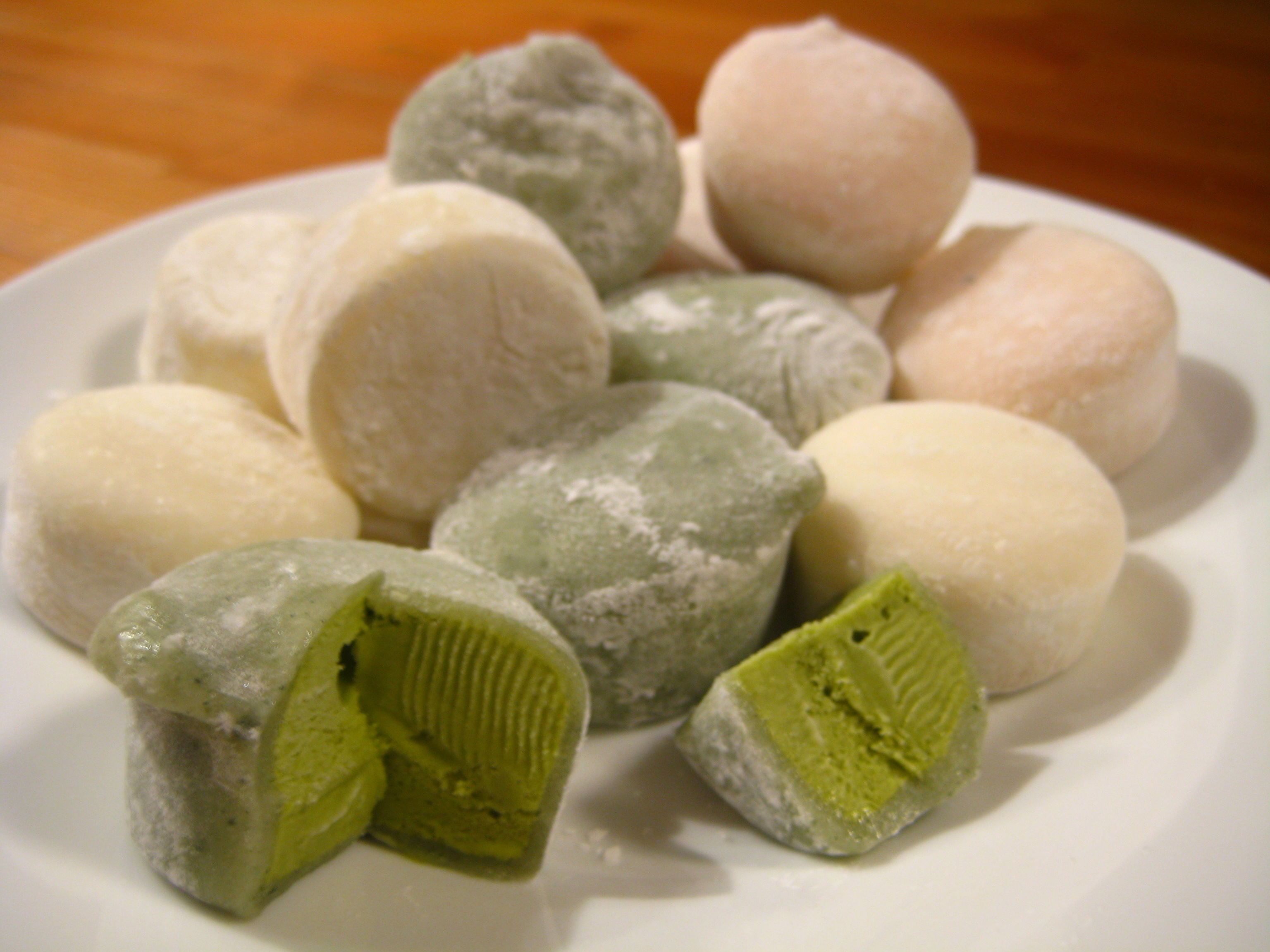
抹茶味、バニラ味、イチゴ味の餅アイス。

餅アイス（もちアイス、英: Mochi ice cream）は、日本で生まれた餅の中にアイスクリームを詰めた冷菓。

## 歴史
1970年代後半から1980年代前半にかけて、日本では、白玉入りのアイスクリームあんみつやフルーツポンチ、カスタードクリームやチョコクリーム、またはチーズ入り今川焼きやたい焼き、クロワッサン生地の餡パン、バニラアイスや練乳入り抹茶かき氷など、和洋折衷デザートや食品が続々と登場し一つのブームになっていた。
その潮流の中で、1981年10月にロッテが日本で「雪見だいふく」を発売し、それ以降「餅アイス」が広まっていった。

## 種類
登場当初はバニラアイスが入ったものが主流だったが、その後、チョコレートなど様々なタイプが売られている。

## 世界への広がり
アメリカ合衆国では日系アメリカ人４世のフランシス・ハシモトが経営するロサンゼルスの老舗和菓子屋のミカワヤが、求肥を使うロッテの雪見だいふくとは別の製法で10年以上の月日を費やして創作し、1990年代に日本食レストランなどに卸していて人気を博した。2015年にミカワヤが買収され、2017年には「My/Mo」というブランドを立ち上げ、一般のアメリカ人をターゲットに大手スーパーチェーンでモチアイスコーナーの設置を開始した。当初は数店舗のみでの試験的販売だったが、その後はほとんどの店舗で扱うようになった。欧州やアジア諸国でも「Mochi ice cream」などと呼ばれて人気が出ている。